# ブガッティ・タイプ13

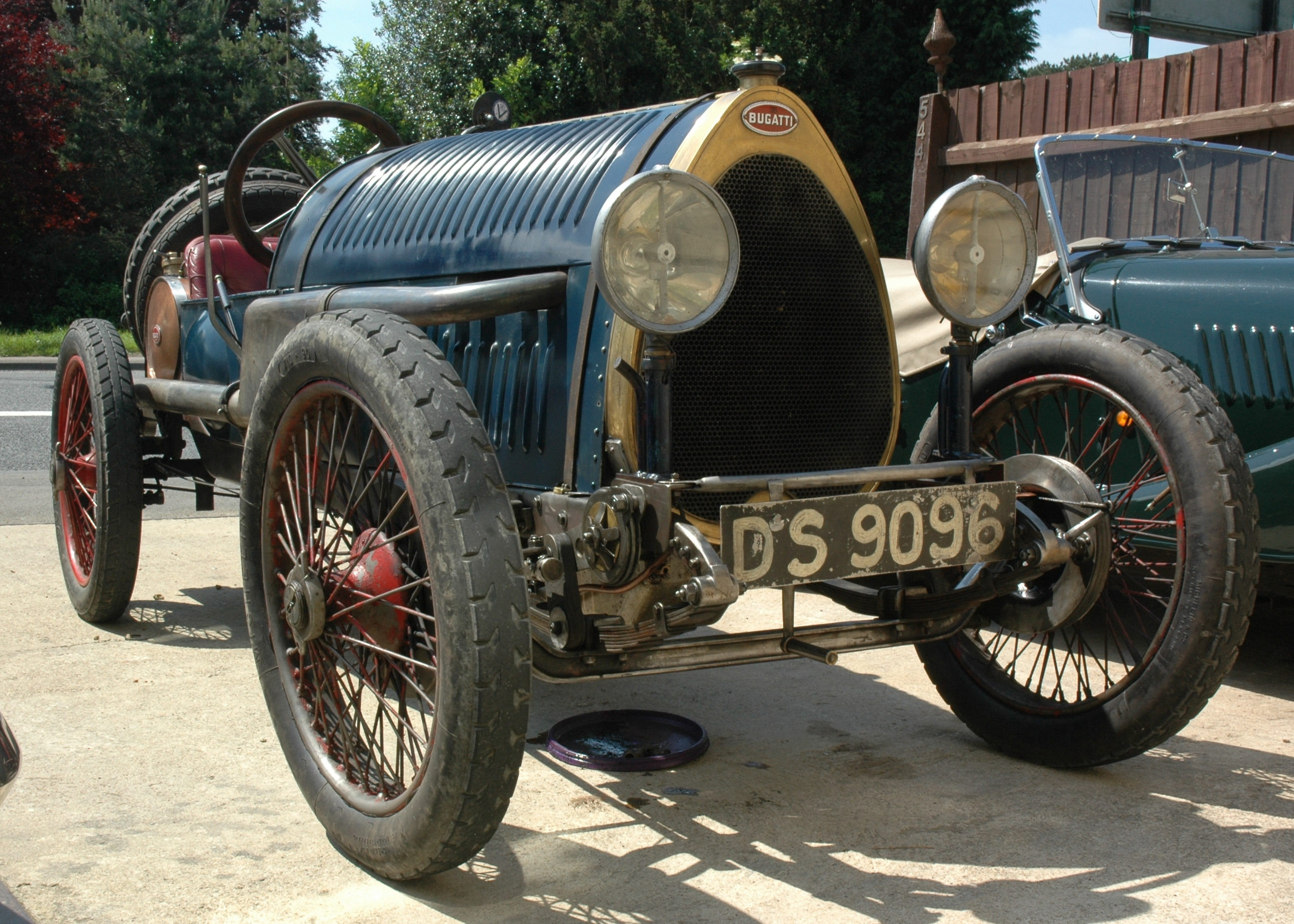
ブガッティタイプ13ブレシア　1923年

ブガッティ・タイプ13は、ブガッティ最初の自動車である。1910年から生産が始まったタイプ13とタイプ15、17、22、23、25、26を含めた、ブレシア・タイプシリーズは1925年まで生産された。この車は小型スポーツカーの元祖と言える存在で、非力ながらも良好なハンドリングで、レースでは数倍の排気量を持つライバル車と互角に戦った。ブレシア・タイプは、年代とタイプ番号が一致していないため、タイプ番号順に記載する。

## タイプ13
エットーレ・ブガッティはドイツ社と契約中の1907年に自宅地下室でタイプ10と呼ばれる試作車を製作した。そして、1909年に独立し、タイプ10のコンセプトを継承したタイプ13の生産を1910年に開始した。タイプ13には排気量1327ccの水冷直列4気筒OHC8バルブ、22kw(30㏋)、の小型、高回転型のエンジンが搭載され、、ホイールベースは2000mmと小型の車であった。最高時速は125km/h。このタイプ13は1913年まで生産された。

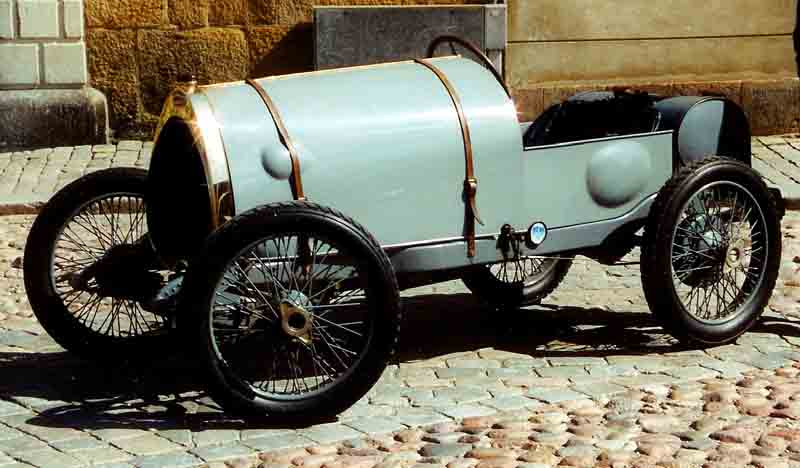
ブガッティタイプ13ブレーシアスポーツレーシング1922

### タイプ13ブレシア
1914年からタイプ13のエンジンがOHC16バルブに変更された。16バルブエンジンには排気量1368cc、1453cc、1493ccの3種類がある。この16バルブモデルがイタリアのブレシアで行われた1921年のイタリアグランプリで優勝したことに因み、1921年以降のモデルはタイプ13ブレシアという名前にされた。しかし、多くの場合、年式を問わず16バルブモデルをタイプ13ブレシアと呼ぶ。

## タイプ15
タイプ15は1912年、タイプ13のロングホイールベースバージョンとして、ホイールベースが2400mmに延長されたモデルである。また、タイプ15はタイプ13の洋梨型ラジエターに対し、6角形の角型ラジエターとなっている。エンジンはタイプ13と同じ、1327ccの直列4気筒OHC8バルブが搭載されている。

### タイプ15ブレシア・モディフィエ
タイプ15ブレシア・モディフィエは、タイプ15のシャーシにタイプ13ブレシアと同じ16バルブエンジンを搭載したモデルである。

## タイプ17
タイプ17は、タイプ13のもう一つのロングホイールベースバージョンで、ホイールベースは2550mmとなっている。エンジンはタイプ13と同じ、1327ccの直列4気筒OHC8バルブのものが搭載されている。

### タイプ17ブレシア・モディフィエ
タイプ17ブレシア・モディフィエはタイプ17のシャーシにタイプ13ブレシアと同じ16バルブエンジンを搭載したモデルである。

## タイプ22

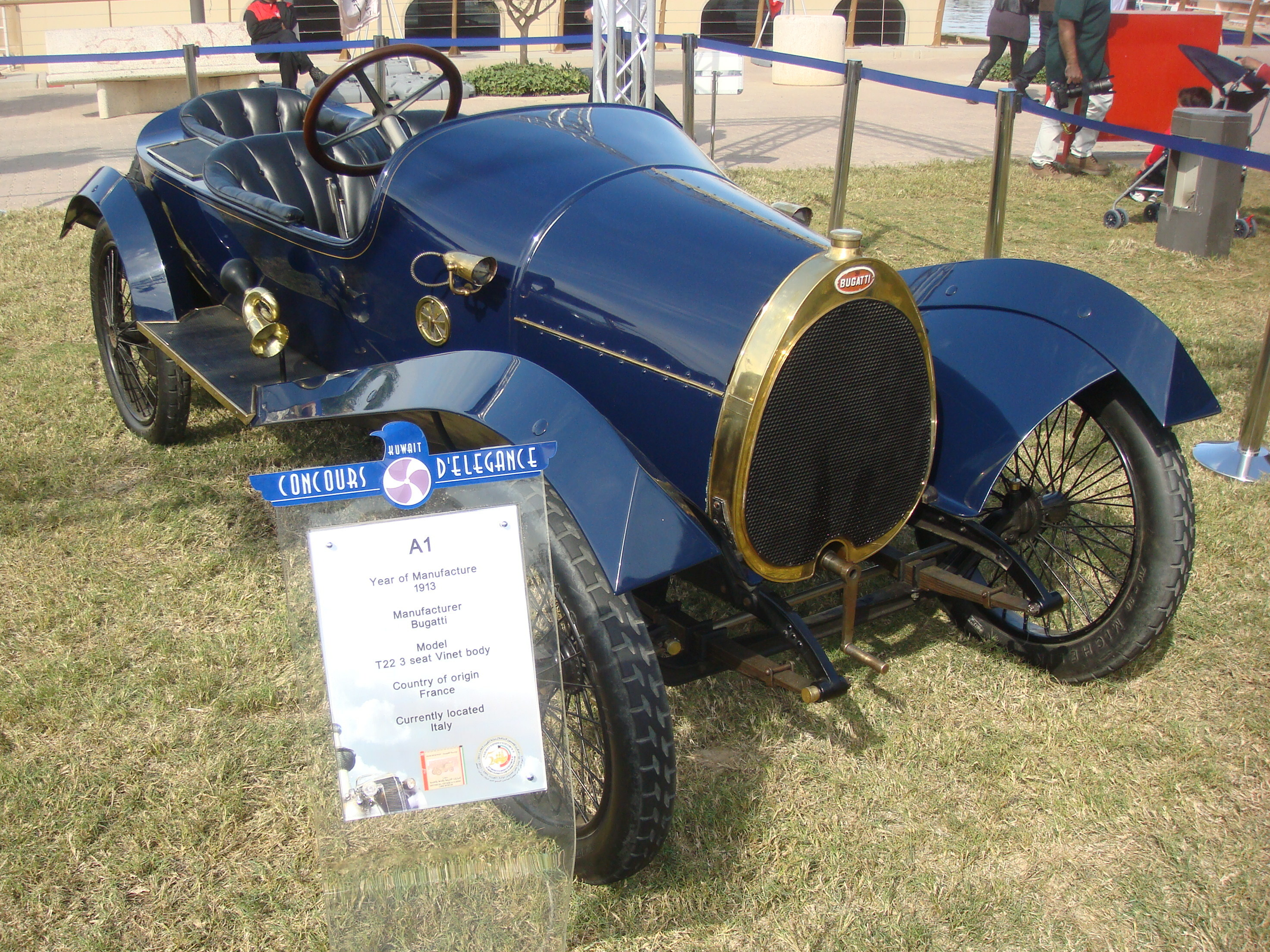
ブガッティ 1913、モデルT22、3人乗りビネットボディ

タイプ22は、1913年にタイプ15の進化系として作られ、公道走行に適したボディを持ち、ラジエター形状がタイプ13同様の洋梨型に変更されている。ホイールベースは2400mmで、エンジンはタイプ13と同じ、1327ccの直列4気筒OHC8バルブのものが搭載されている。

## タイプ23

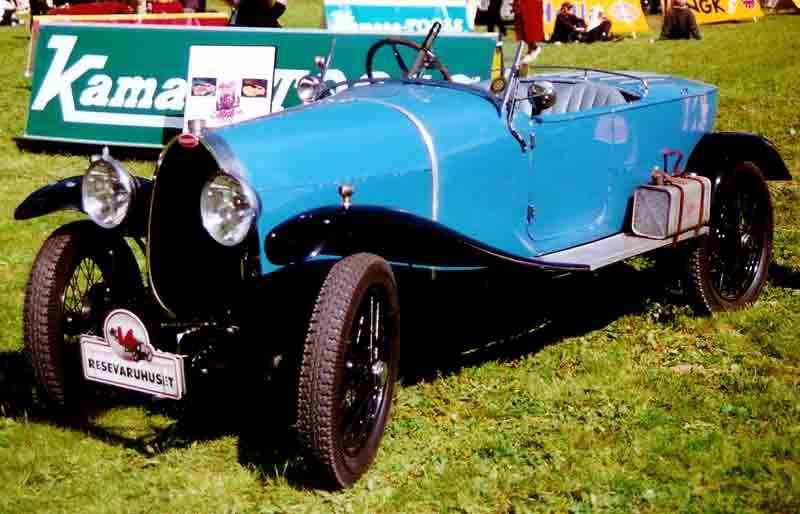
ブガッティタイプ23ブレシア2シーター1925

タイプ23は1913年に、タイプ17の進化系モデルとして作られた車である。ホイールベースはタイプ17と同じ2550mmで、エンジンは、タイプ13と同じ、1327ccの直列4気筒OHC8バルブのものが搭載されている。著名な自動車評論家、小林彰太郎が所有していたことで知られる。

## タイプ25
タイプ25は、タイプ15のシャーシにブレシアのエンジンとは別の、1.6リットル8バルブエンジンを搭載したモデルである。

## タイプ26
タイプ26は、タイプ17のシャーシにブレシアのエンジンとは別の、1.6リットル8バルブエンジンを搭載したモデルである。